# Brian G. Hutton
Brian G. Hutton (Nueva York, 1 de enero de 1935 − Los Ángeles, 19 de agosto de 2014) fue un actor de cine y director estadounidense.

## Biografía
Hutton nació en Nueva York y estudió en el Actors Studio. Tuvo una breve carrera como actor entre 1954 y 1962, incluyendo una aparición como un desertor del ejército en el episodio "Custer" de la serie Gunsmoke de 1956. Interpretó a un joven pistolero, Billy Benson, en el episodio 4 de la temporada 2 de The Rifleman. Hizo dos apariciones especiales en Perry Mason en 1957; como Rod Gleason en "The Case of the Sulky Girl" y como asistente de estacionamiento en "The Case of the Moth-Eaten Mink". Su última aparición en televisión fue en la serie Archer en 1975. En 1958, Hutton interpretó a un joven pistolero llamado The Kid en el episodio "Yampa Crossing" de la serie western Sugarfoot. Al año siguiente, interpretó a un acusado arrepentido en juicio por causar una muerte en el tráfico en Alfred Hitchcock Presents (el episodio "Your Witness"). Hutton interpretó a gemelos en un episodio de Have Gun - Will Travel como Adam y Sam M. Intervino en la película de 1957, Carnival Rock, de Roger Corman.
Hutton hizo su debut como director en 1965 con Wild Seed, protagonizada por Michael Parks. Su primera película de estudio fue The Pad and How to Use It (1966), producida por Ross Hunter y filmada en 19 días. Hutton dirigió después Sol Madrid (1967) para el productor Elliot Kastner. Kastner contrató a Hutton para dirigir Where Eagles Dare, a partir de un guion de Alistair MacLean para MGM, protagonizada por Richard Burton y Clint Eastwood. MGM contrató a Hutton para dirigir nuevamente a Clint Eastwood en Kelly's Heroes. Posteriormente dirigió a Elizabeth Taylor en Salvaje y peligrosa (1972) y Una hora en la noche (1973). 
Regresó a la dirección en 1980, a instancias de Elliot Kastner, que necesitaba un director para reemplazar a Roman Polanski en The First Deadly Sin, protagonizada por Frank Sinatra. En 1983 didigió High Road to China con Tom Selleck.
Hutton se retiró del cine por completo en la década de 1980 y comenzó a trabajar en el sector inmobiliario. Murió en Los Ángeles, California, el 19 de agosto de 2014, a los 79 años, una semana después de sufrir un ataque cardíaco. Le sobrevivió su esposa.

## Filmografía

### Como director
- High Road to China (1983)
- The First Deadly Sin (1980)
- Night Watch (1973)
- Zee and Co. (1972)
- Kelly's Heroes (1970)
- Where Eagles Dare (1968)
- Sol Madrid (1968)
- The Pad and How to Use It (1966)
- Wild Seed (1965)

### Como actor
- 1957: Carnival Rock : Stanley
- 1957: Fear Strikes Out : Bernie Sherwill
- 1957: Gunfight at the O.K. Corral : Rick
- 1958: The Case Against Brooklyn : Jess Johnson
- 1958: King Creole : Sal
- 1959: Last Train from Gun Hill : Lee Smithers
- 1959: The Big Fisherman : John
- 1962: The Interns : Dr. Joe Parelli